# 3위 결정전
3위 결정전(三位決定戰, 영어: third place playoff, 프랑스어: petite finale) 또는 3·4위전은 주로 토너먼트 방식의 대회에서 3위를 결정하기 위해 열리는 경기이다.

## 개요
싱글 엘리미네이션 토너먼트 방식에서 준결승전(4강전)에서 패배한 두 선수 또는 팀이 맞붙어 3위를 결정하는 경기이다. 싱글 엘리미네이션 토너먼트로 대회가 진행되는 특성상 탈락자의 순위는 불분명한 반면 하계 올림픽, FIFA 월드컵, 아시안 게임 등의 대회에서는 3위까지 시상을 하는 경우가 많기 때문에 치러진다. 2024년 현재 3위 결정전을 치르는 대륙컵 대회로는 아프리카 네이션스컵, 아프리카 네이션스 챔피언십 그리고 코파 아메리카가 전부이며 UEFA 유럽 축구 선수권 대회, AFC 아시안컵, CONCACAF 골드컵은 3위 결정전을 치르지 않는다.

## 의미
이미 우승에 실패한 당사자간의 경기이므로 상대적으로 관심도가 떨어지는 편이나, 여러 대회에서 3-4위전 승리자에게 3위 시상 외에도 혜택을 주어 그 의미를 부여하고자 했다.

## 축구

### FIFA 월드컵
FIFA 월드컵에서는 3-4위전을 치러 3위에게는 동메달과 비슷한 메달을 부여한다. 올림픽과 달리 4위에게도 메달을 수여하지만, 상금 차이가 있기 때문에 의미가 없다고 할 수 없다. (2014년 브라질 월드컵에서는 3위가 2200만 달러, 4위가 2000만 달러를 받았다.)
첫 대회였던 1930년 FIFA 월드컵에서는 3위 결정전이 없었으나 다음 대회인 1934년 FIFA 월드컵에 3위 결정전이 생겼고, 결승전이 라운드 로빈 방식의 리그로 대체된 1950년 FIFA 월드컵을 제외하고는 계속 실시되고 있다.

### AFC 아시안컵
AFC 아시안컵의 경우 2011년 AFC 아시안컵에서는 3위 수상 팀에게 차기 대회 예선을 면제하고 3번 시드를 부여했다. 2015년 AFC 아시안컵을 끝으로 2019년 AFC 아시안컵부터는 참가국 수가 24개국으로 확대됨에 따라 3위 결정전은 폐지되었다.

### 올림픽 축구
올림픽 축구에서도 3-4위전 승리자에게 동메달을 부여한다. 월드컵과는 달리 4위에게는 메달을 수여하지 않는다.

### UEFA 유럽 축구 선수권 대회
UEFA 유럽 축구 선수권 대회에서는 옛날에는 3위 결정전이 있었으나 1984년 대회부터 폐지되었다. 마지막 3위 결정전은 UEFA 유로 1980에서 체코가 이탈리아를 상대로 1:1로 무승부를 거둔 후 승부차기에서 9:8로 승리한 경기다.

## 야구
월드 베이스볼 클래식에서는 3위 결정전이 없다. 반면 세계 야구 소프트볼 연맹 주최 대회에서는 3위 결정전이 있다. 올림픽 야구는 동메달 시상 팀을 가리기 위해 3위 결정전을 실시한다.

## 스타크래프트
온게임넷의 스타리그에서는 3위에게 차기 대회 진출권 및 3번 시드를 주는 혜택을 부여하여 3-4위전의 의의를 높였다. 스타리그에서는 4위를 수상하여도 차기 스타리그 진출권을 주지 않았기 때문에 듀얼 토너먼트를 통해 다시 스타리그 진출권을 획득해야 했는데, 듀얼 토너먼트의 경우 하루에 한 조의 경기를 치러 4명으로 이루어진 조에서 2위 이내에 들지 못하는 경우 하부리그인 챌린지리그로 내려가게 되므로, 스타리그 4강에 진출한 선수로서는 3위를 수상하여 차기 스타리그 진출권을 얻는 것이 중요하였다.

## 격투기
격투기 종목의 경우 3위 결정전이 없고, 4강 패배자 두 명에게 모두 동메달을 수여한다.

## 같이 보기
- 싱글 엘리미네이션 토너먼트